# اختناق بغاز خامل
الاختناق بالغاز الخامل، هو الاختناق الناجم عن استنشاق غاز خامل فسيولوجيًا في ظل غياب الأكسجين أو بوجود كمية قليلة منه، عوضًا من استنشاق الهواء الجوي (الذي يحوي كميات كبيرة من النيتروجين والأكسجين). سبب كل من الآرغون والهيليوم والنيتروجين والميثان الموت العرضي أو المتعمد عبر هذه الآلية. يستخدم المصطلح خامل فسيولوجيًا للإشارة إلى الغازات التي لا تمتلك خصائص سامة أو مخدرة ولا تؤثر على القلب أو الهيموغلوبين. مع ذلك، تعمل الغازات الخاملة على تقليل تركيز الأكسجين في الهواء المستنشق والدم ليصل إلى مستويات منخفضة بشكل كبير، وهذا سيحرم جميع خلايا الجسم من الأكسجين في نهاية المطاف.
صرح مجلس التحقيق في السلامة الكيميائية والمخاطر في الولايات المتحدة بما يلي: «قد يؤدي استنشاق البشر لهواء يحوي كمية قليلة من الأكسجين إلى آثار خطيرة وفورية، وهذا يصل لدرجة فقدان الوعي بعد استنشاق نفس واحد أو اثنين فقط. لا يتلقى الشخص المتأثر أي تحذير ولا يستطيع الشعور بانخفاض مستوى الأكسجين». توفي نحو 80 شخص في الولايات المتحدة بسبب الاختناق العرضي بالنيتروجين بين عامي 1992 و2002. درس الباحثون وأثبتوا مخاطر الغازات الخاملة والاختناق بشكل جيد.
سببت غازات الهيليوم والنيتروجين والميثان والآرغون بعض حالات الموت العرضي لدى البشر، واستخدمت كوسيلة للانتحار. دعا مؤيدو الموت الرحيم إلى استخدام الغازات الخاملة لتحقيق ذلك عبر ما يسميه العامة بحقيبة الانتحار، وهي كيس بلاستيكي يحوي غاز خامل.
اقترح البعض الاختناق بالنيتروجين كطريقة جديدة لتنفيذ عقوبة الإعدام. وقعت حاكمة أوكلاهوما ماري فالين في عام 2015 مشروع قانون يسمح باستخدام الإعدام بالنيتروجين، وذلك باعتباره طريقة إعدام بديلة تستخدم عند عدم توفر الحقنة المميتة، وهي الوسيلة الأساسية للإعدام في الولاية. أعلن المدعي العام في أوكلاهوما مايك هنتر ومدير الإصلاحيات جو ألبو في مارس 2018 عن خططهم لتنفيذ عمليات الإعدام بالنيتروجين. مع ذلك، أعلنت الولاية في فبراير 2020 أنها تخلت عن المشروع وستستأنف عمليات الإعدام بالحقنة المميتة بعد عملها لسنوات عديدة على تصميم بروتوكول الإعدام بالنيتروجين.

## الآلية
يطرح الإنسان غاز ثنائي أكسيد الكربون دون إعادة تزويد مخازنه من الأكسجين عند استنشاقه لغاز خانق كالنيتروجين النقي أو الهيليوم أو النيون أو الآرغون أو الميثان أو أي غاز آخر خامل فسيولوجيًا. لا تملك الغازات الخاملة عمومًا رائحة أو طعم وليس لها من الناحية الفسيولوجية أي تأثير سام، وجل ما تقوم به هو تقليل مستوى الأكسجين المستنشق لا أكثر. لهذا، سيشعر الإنسان المتعرض لهذه الغازات باختلاف بسيط عند انخفاض مستويات الأكسجين. يؤدي ذلك إلى الاختناق (الموت بسبب نقص الأكسجين) دون الأحاسيس المؤلمة والمؤذية المرافقة للاختناق (فهذه الاستجابة تحدث عند ارتفاع مستويات ثنائي أكسيد الكربون) أو الآثار الجانبية للتسمم. تترافق حوادث الغوص باستخدام جهاز إعادة التنفس بشعور ضئيل بالاختناق. ومع ذلك، يسبب الانخفاض البطيء في مستوى الأكسجين الذي يتنفسه المرء تأثيرات متنوعة. على النقيض من ذلك، يؤدي استنشاق الغازات الخاملة النقية إلى انخفاض مفاجئ في مستويات الأكسجين في الدم بشكل حاد، وهذا قد يؤدي إلى فقدان الوعي بعد استنشاق بضعة أنفاس فقط دون أي أعراض على الإطلاق. 
تكتشف بعض أنواع الحيوانات نقص الأكسجين بشكل أفضل من البشر، وتكون أقل ارتياحًا في الأجواء العابقة بالغازات الخاملة. ومع ذلك، يبقى تأثير الغازات الخاملة أقل إزعاجًا من التعرض لثنائي أكسيد الكربون.

## علم وظائف الأعضاء
يتنفس الإنسان العادي ما بين 12 و20 مرة في الدقيقة بمعدل يعتمد على تركيز ثنائي أكسيد الكربون -وبالتالي الرقم الهيدروجيني- في الدم. يتبدل مع كل نفس نحو 0.6 لتر من حجم الرئة الفعال (الحجم الجاري + السعة الوظيفية المتبقية) الذي يقدر بنحو 3 لتر. يتكون الغلاف الجوي الطبيعي للأرض من 78% نيتروجين و21% أكسجين و1% آرغون وثنائي أكسيد الكربون وغازات أخرى. سينخفض مستوى الأكسجين في الرئتين بعد استنشاق نفسين أو ثلاثة أنفاس فقط من النيتروجين، وهذا سيؤدي إلى طرح الأكسجين الذي يحمله الدم مع هواء الزفير.
قد يحدث فقدان الوعي في حالات الاختناق العرضي خلال دقيقة واحدة. ينجم فقدان الوعي عن نقص الأكسجة الشديد، وذلك عندما يصبح تشبع الشرايين بالأكسجين أقل من 60%. سيفقد الإنسان الوعي خلال 40 ثانية وسيموت في غضون بضع دقائق عندما يصبح تركيز الأكسجين [في الهواء] بين 4 و6%. يمكن للفرد العادي أداء مهام الطيران بكفاءة لمدة 9 إلى 12 ثانية فقط بدون مكملات الأكسجين عندما يصبح على ارتفاع يزيد عن 43000 قدم (13000 م)، حيث يكون تركيز الأكسجين المحيط مكافئ لما يساوي 3.6% عند مستوى سطح البحر. تدرب القوات الجوية الأمريكية فرقها على معرفة العلامات الشخصية التي تبديها أجسادهم عند الاقتراب من نقص الأكسجة. قد يعاني بعض الأفراد من الصداع والدوخة والتعب والغثيان والغبطة، وقد يفقد بعضهم الوعي دون سابق إنذار.
قد يترافق فقدان الوعي بالاختلاج ويتلو ذلك حدوث زرقة وتوقف قلب. تموت خلايا جذع الدماغ بعد حرمانها من الأكسجين مدة 7 دقائق.
أجرى معهد طب الطيران التابع لسلاح الجو الملكي دراسة طلب فيها من الأشخاص زيادة عدد مرات التنفس في وسط مزود بالنيتروجين. تضمنت بعض النتائج ما يلي: «أبلغ أحد المشاركين عن حدوث تشوش عابر في الرؤية عندما تجاوزت مدة استنشاق النيتروجين 8- 10 ثوان. بينما عانى أحدهم من تغيم عام للوعي مع اضطراب في الرؤية عندما كانت مدة استنشاق النيتروجين 15- 16 ثانية. سجل الباحثون أثناء إجراء هذه التجارب حدوث فقد مؤقت للرؤية بشكل متكرر. حدث فقد الوعي الكامل لدى المشاركين الذي استنشقوا النيتروجين مدة 17- 20 ثانية، وقد ترافق ذلك باختلاجات معممة في معظم الحالات. كانت الفترة الفاصلة بين بدء الاستنشاق السريع للنيتروجين وظهور الأعراض 12- 14 ثانية عمومًا». لم تذكر الدراسة مقدار الانزعاج الذي شعر به المشاركون.

## الوفيات والإصابات العرضية
الاختناق العرضي بالنيتروجين هو خطر محتمل في الأماكن التي تستهلك النيتروجين بكميات كبيرة. يسبب النيتروجين سنويًا العديد من الوفيات في الولايات المتحدة، وذلك أكثر من أي غاز صناعي آخر. وقعت إحدى الحوادث في عام 1981 قبل وقت قصير من إطلاق أول رحلة من برنامج مكوك الفضاء الأمريكي، حين فقد خمسة تقنيين وعيهم وتوفي اثنان منهم بعد دخولهم الحجرة الخلفية للمكوك. استخدم النيتروجين حينها لطرد الأكسجين من الحجرة كإجراء وقائي ضد الحريق، ولم يستخدم التقنيون العبوات الهوائية بسبب تغير إجراءات السلامة في اللحظة الأخيرة.
وقعت حادثة أخرى خلال إحدى حفلات المسابح في المكسيك في عام 2013، حيث فقد ثمانية من رواد الحفل وعيهم ودخل شاب يبلغ من العمر 21 عام في غيبوبة نتيجة سكب نيتروجين سائل في المسبح.
سجلت عدة وفيات ناجمة عن استنشاق الهيليوم المباشر من البالونات الصغيرة، ولكنها نادرة جدًا، ويعتقد أن استنشاق بالونات الهيليوم الكبيرة أمر قاتل. سجلت حادثة وقوع مميت لأحد الأشخاص عن شجرة بعد استنشاقه الهيليوم من بالون، ويعتقد أن السقوط وقع نتيجة فقدان ذاك الشخص وعيه أو شعوره بالدوخة.
تعرض في عام 2015 فني في منتجع صحي للاختناق أثناء إجراء العلاج بالتبريد مستخدمًا النيتروجين بدون إشراف.